# Edith Creek
Edith Creek är en ort i Australien. Den ligger i kommunen Circular Head och delstaten Tasmanien, i den sydöstra delen av landet, omkring 280 kilometer nordväst om delstatshuvudstaden Hobart. Antalet invånare är 210.
Trakten runt Edith Creek är nära nog obefolkad, med mindre än två invånare per kvadratkilometer.. Närmaste större samhälle är Smithton, omkring 13 kilometer norr om Edith Creek. 
I omgivningarna runt Edith Creek växer i huvudsak städsegrön lövskog. Genomsnittlig årsnederbörd är 2 560 millimeter. Den regnigaste månaden är augusti, med i genomsnitt 363 mm nederbörd, och den torraste är januari, med 105 mm nederbörd.